# Kurt Voss
Pour les articles homonymes, voir Voss (homonymie).
Kurt Voss est un acteur, producteur de cinéma, scénariste et réalisateur américain né en 1963 à Panorama City (un quartier de Los Angeles) en Californie.

## Filmographie
Comme acteur
Comme producteur
Comme scénariste
- 1992 : Break Out

Comme réalisateur
- 1997 : Seule face au danger
- 1999 : Sugar Town